# Acropimpla flavoscutis
Acropimpla flavoscutis là một loài tò vò trong họ Ichneumonidae.